# Лорън Шрайвър
Лорън Джеймс Шрайвър (на английски: Loren James Shriver) e американски тест пилот, полковник от USAF и астронавт на НАСА, участник в три космически полета.

## Образование
Лорън Шрайвър завършва гимназия в родния си град. През 1967 г. получава бакалавърска степен по аерокосмическо инженерство от Академията на USAF, Колорадо Спрингс, Колорадо. През 1968 г. става магистър по същата специалност в университета Пардю, Индиана.

## Военна кариера
Лорън Шрайвър постъпва на активна служба в USAF през 1967 г. От 1969 до 1973 г. е инструктор в авиобазата Ванс, Оклахома. През 1973 г. участва в бойните действия в югоизточна Азия. През 1975 г. завършва школа за тест пилоти в авиобазата Едуардс, Калифорния. От 1976 г. е включен в екипа за развитие на новия тежък изтребител F-15 Игъл.

## Служба в НАСА
Лорън Шрайвър е избран за астронавт от НАСА през юни 1978 година, Астронавтска група №8. Завършва общия курс на обучение по програмата Спейс шатъл през август 1979 г. Участник е в три космически полета и има 386 часа в космоса.

### Полети
Лорън Дж. Шрайвър лети в космоса като член на екипажа на три мисии:
| Космически полети на Лорън Джеймс Шрайвър                      | Космически полети на Лорън Джеймс Шрайвър | Космически полети на Лорън Джеймс Шрайвър | Космически полети на Лорън Джеймс Шрайвър | Космически полети на Лорън Джеймс Шрайвър | Космически полети на Лорън Джеймс Шрайвър | Космически полети на Лорън Джеймс Шрайвър |
| №                                                              | Дата                                      | КК                                        | Емблема на мисията                        | Функции                                   | Продължителност                           |                                           |
| -------------------------------------------------------------- | ----------------------------------------- | ----------------------------------------- | ----------------------------------------- | ----------------------------------------- | ----------------------------------------- | ----------------------------------------- |
| 1                                                              | 24 януари 1985                            | „Дискавъри“, мисия STS-51C                |                                           | Пилот                                     | 3 денонощия 01 час 33 мин. 23 сек.        |                                           |
| 2                                                              | 24 април 1990                             | „Дискавъри“, мисия STS-31                 |                                           | Командир                                  | 5 денонощия 01 час 16 мин. 06 сек.        |                                           |
| 3                                                              | 31 юли 1992                               | „Атлантис“, мисия STS-46                  |                                           | Командир                                  | 7 денонощия 23 часа 15 мин. 03 сек.       |                                           |
| Сумарно време в космоса – 16 денонощия 02 часа 04 мин. 32 сек. |                                           |                                           |                                           |                                           |                                           |                                           |

## Награди
- Медал за отлична служба на Родината;
- Летателен кръст за заслуги;
- Медал за похвална служба;
- Медал за похвала;
- Медал за похвала на USAF;
- Медал на НАСА за участие в космически полет (3);
- Медал на НАСА за отлична служба;
- Медал на НАСА за изключително лидерство.

На 3 май 2008 г. Лорън Шрайвър е приет в Астронавтската зала на славата.

## Личен живот
Лорън Шрайвър е женен и има четири деца: три дъщери и един син. Семейството живее в Тайтъсвил, Флорида.